# エンタープライズ (オレゴン州)
エンタープライズ（Enterprise）は、アメリカ合衆国オレゴン州の都市。ワローワ郡の郡庁所在地である。2010年国勢調査によると、人口は1,940人。

## 歴史
1886年に入植が行われた。1887年11月に郵便局が設置され、キャサリン・エイキンが初代局長に就任した。そして、1889年2月21日に行政区画として成立した。

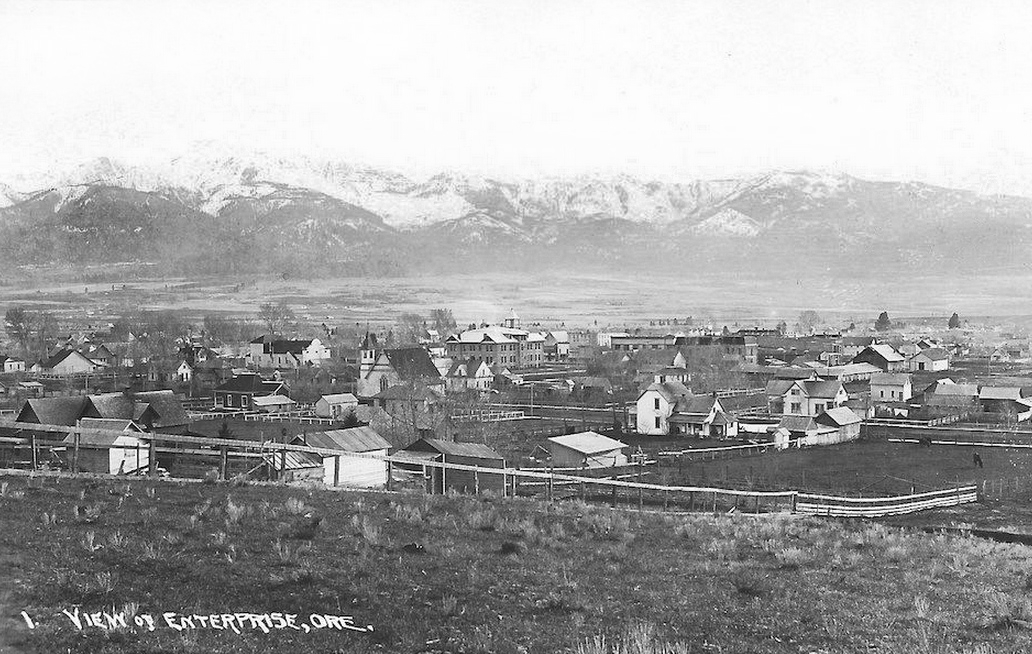
1912年頃のエンタープライズ

## 地理
アメリカ合衆国国勢調査局によると、市の面積は3.96km²で全てが陸域である。

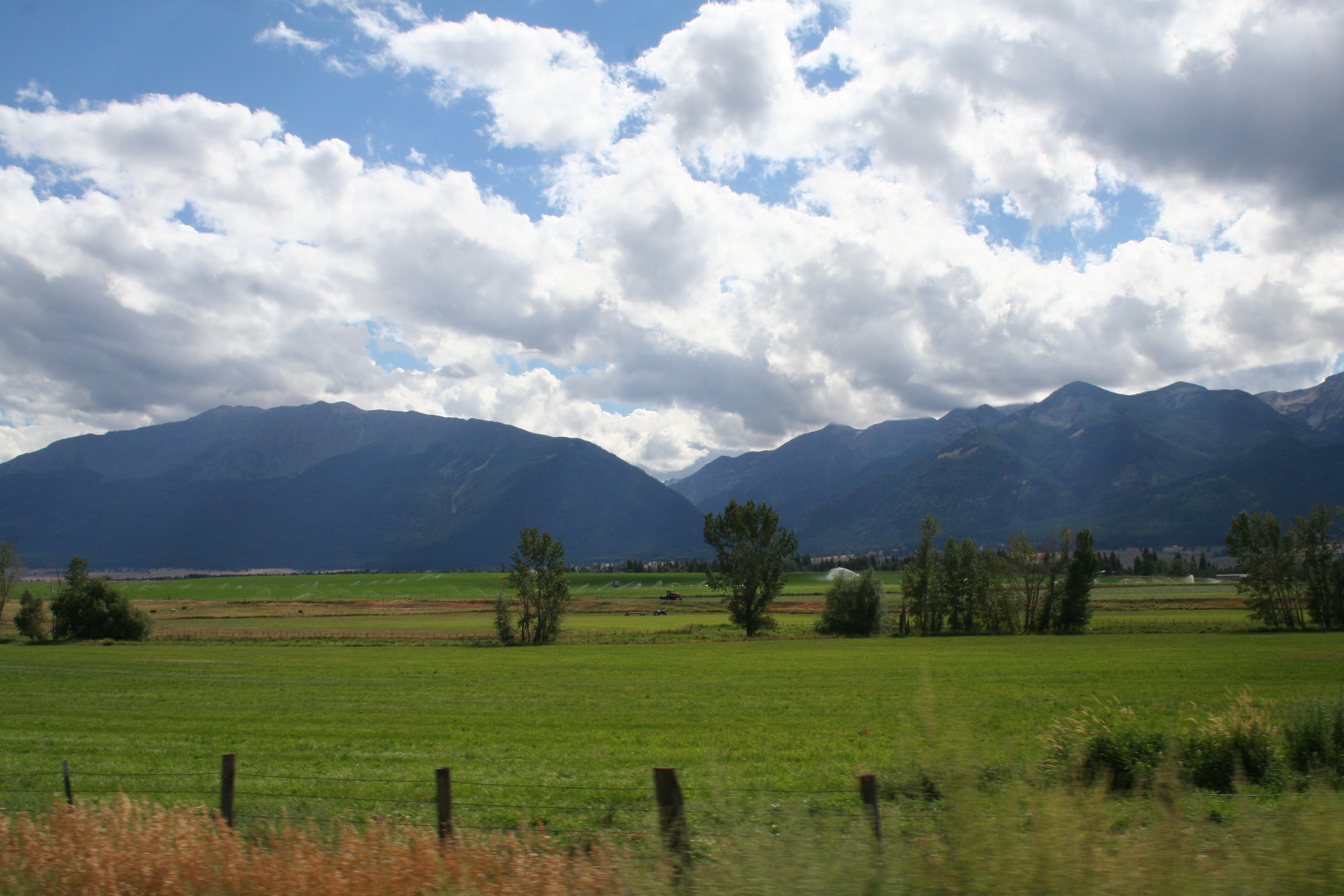
エンタープライズ近郊

## 気候
ケッペンの気候区分では湿潤大陸性気候に分類される。
1968年6月11日、藤田スケールでF2の竜巻がワローワ郡内を襲った。この竜巻で、1,800エーカーに渡って森林が破壊され、500万から5,000万米ドル程度の被害が発生したと考えられている。
| オレゴン州エンタープライズの気候 | オレゴン州エンタープライズの気候 | オレゴン州エンタープライズの気候 | オレゴン州エンタープライズの気候 | オレゴン州エンタープライズの気候 | オレゴン州エンタープライズの気候 | オレゴン州エンタープライズの気候 | オレゴン州エンタープライズの気候 | オレゴン州エンタープライズの気候 | オレゴン州エンタープライズの気候 | オレゴン州エンタープライズの気候 | オレゴン州エンタープライズの気候 | オレゴン州エンタープライズの気候 | オレゴン州エンタープライズの気候 |
| 月                               | 1月                              | 2月                              | 3月                              | 4月                              | 5月                              | 6月                              | 7月                              | 8月                              | 9月                              | 10月                             | 11月                             | 12月                             | 年                               |
| -------------------------------- | -------------------------------- | -------------------------------- | -------------------------------- | -------------------------------- | -------------------------------- | -------------------------------- | -------------------------------- | -------------------------------- | -------------------------------- | -------------------------------- | -------------------------------- | -------------------------------- | -------------------------------- |
| 最高気温記録 °F （°C）           | 61 (16)                          | 66 (19)                          | 78 (26)                          | 91 (33)                          | 96 (36)                          | 101 (38)                         | 107 (42)                         | 105 (41)                         | 98 (37)                          | 90 (32)                          | 71 (22)                          | 63 (17)                          | 107 (42)                         |
| 平均最高気温 °F （°C）           | 33.9 (1.1)                       | 40.0 (4.4)                       | 47.3 (8.5)                       | 56.7 (13.7)                      | 65.5 (18.6)                      | 72.3 (22.4)                      | 82.9 (28.3)                      | 82.1 (27.8)                      | 73.3 (22.9)                      | 61.2 (16.2)                      | 45.3 (7.4)                       | 36.5 (2.5)                       | 58.08 (14.48)                    |
| 日平均気温 °F （°C）             | 23.9 (−4.5)                      | 29.3 (−1.5)                      | 35.2 (1.8)                       | 42.8 (6)                         | 50.2 (10.1)                      | 56.1 (13.4)                      | 62.9 (17.2)                      | 61.3 (16.3)                      | 54.2 (12.3)                      | 45.2 (7.3)                       | 33.8 (1)                         | 27.0 (−2.8)                      | 43.49 (6.38)                     |
| 平均最低気温 °F （°C）           | 13.9 (−10.1)                     | 18.6 (−7.4)                      | 23.0 (−5)                        | 28.9 (−1.7)                      | 34.8 (1.6)                       | 39.9 (4.4)                       | 42.8 (6)                         | 40.4 (4.7)                       | 35.1 (1.7)                       | 29.1 (−1.6)                      | 22.3 (−5.4)                      | 17.5 (−8.1)                      | 28.86 (−1.74)                    |
| 最低気温記録 °F （°C）           | −34 (−37)                        | −36 (−38)                        | −21 (−29)                        | 0 (−18)                          | 14 (−10)                         | 22 (−6)                          | 28 (−2)                          | 23 (−5)                          | 13 (−11)                         | 0 (−18)                          | −22 (−30)                        | −32 (−36)                        | −36 (−38)                        |
| 降水量 inch （mm）               | .91 (23.1)                       | .70 (17.8)                       | .99 (25.1)                       | 1.17 (29.7)                      | 1.66 (42.2)                      | 2.08 (52.8)                      | 0.69 (17.5)                      | 0.78 (19.8)                      | 1.01 (25.7)                      | 1.08 (27.4)                      | 1.00 (25.4)                      | 1.02 (25.9)                      | 13.10 (332.7)                    |
| 降雪量 inch （cm）               | 10.9 (27.7)                      | 7.5 (19.1)                       | 7.0 (17.8)                       | 2.2 (5.6)                        | 0.4 (1)                          | 0.1 (0.3)                        | 0 (0)                            | 0 (0)                            | 0 (0)                            | 0.8 (2)                          | 4.7 (11.9)                       | 7.9 (20.1)                       | 41.6 (105.7)                     |
| 平均降水日数 （≥0.01 in）        | 11                               | 10                               | 13                               | 14                               | 13                               | 11                               | 7                                | 6                                | 6                                | 8                                | 14                               | 11                               | 124                              |
| 出典：WRCC, Weatherbase          |                                  |                                  |                                  |                                  |                                  |                                  |                                  |                                  |                                  |                                  |                                  |                                  |                                  |

## 人口動静
以下は2010年国勢調査に基づく。
| 基礎データ - 人口：1,940人 - 世帯数：871帯 - 家族数：522家族 - 人口密度：486.9人/km² - 住居数：965軒 - 住居密度：243.5軒/km² 人種別人口構成 - 白人：95.9% - アフリカン・アメリカン：0.3% - ネイティブ・アメリカン：0.6% - アジア人：0.5% - 太平洋諸島系：0.1% - その他：0.5% - 混血：2.2% - ヒスパニック・ラテン系：3.1% 世帯と家族 - 18歳未満の子供がいる: 24.8% - 結婚・同居している世帯: 47.1% - 未婚・離婚女性が世帯主である世帯: 9.1% - 未婚・離婚男性が世帯主である世帯: 3.8% - 非家族世帯: 40.1% - 単身世帯: 34.6% - 65歳以上の老人1人暮らし: 13.9% - 平均構成人数 - 世帯: 2.17人 - 家族: 2.78人 | 年齢別人口構成 - 18歳未満：21.2% - 18歳-24歳：5.9% - 25歳-44歳：21.8% - 45歳-64歳：29.5% - 65歳以上：21.6% - 年齢の中央値：46歳 - 男女比 - 男性：48.1% - 女性：51.9% 収入と家計（2000年国勢調査） - 収入の中央値 - 世帯: 31,429米ドル - 家族: 39,338米ドル - 性別 - 男性: 29,688米ドル - 女性: 22,232米ドル - 人口1人あたり収入: 16,755米ドル - 貧困線以下 - 対人口: 11.3% - 対家族数: 6.7% - 18歳未満: 13.6% - 65歳以上: 7.4% |

## 経済

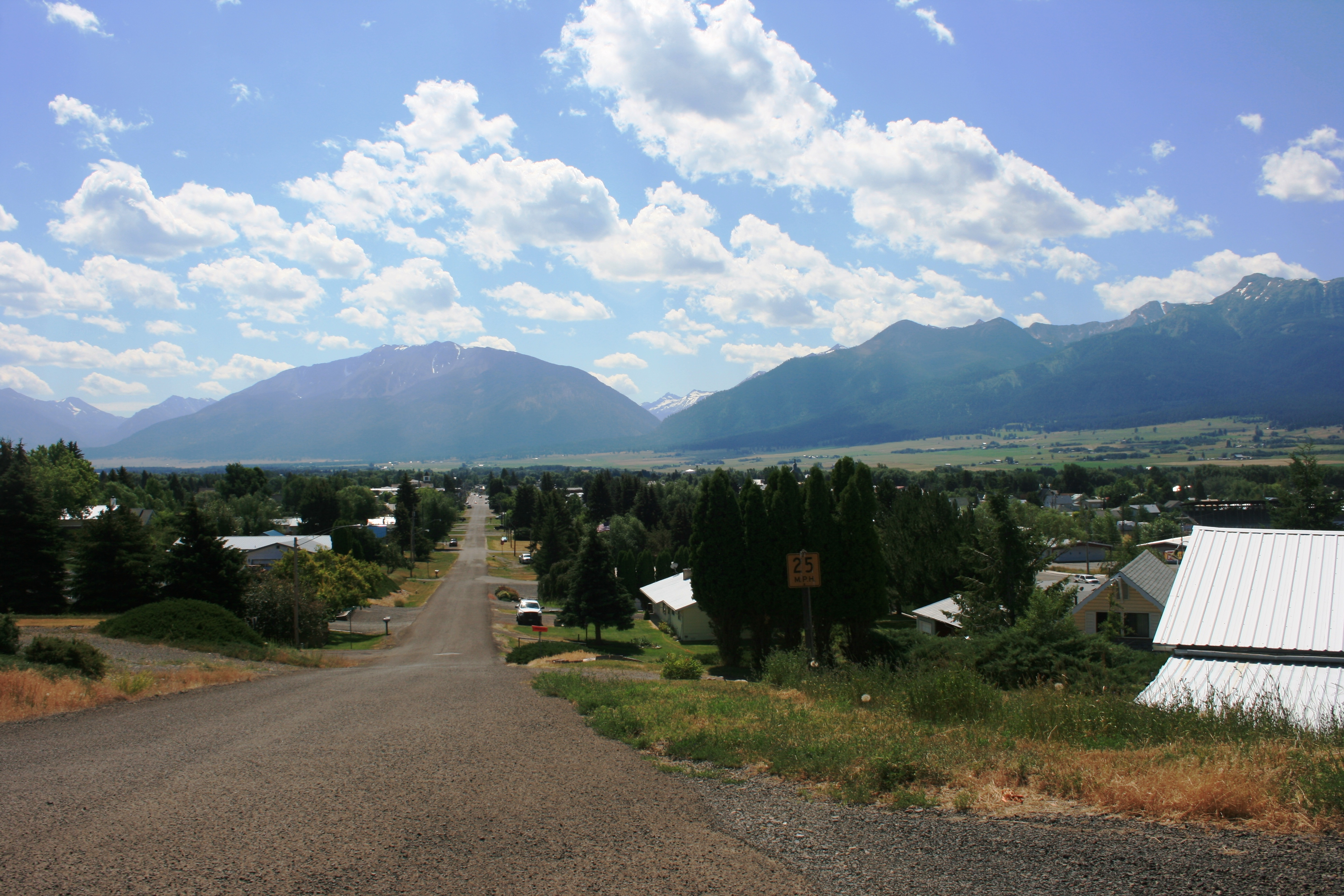
ワローワ山脈を背景にしたエンタープライズ

エンタープライズでは多数の飲食店が経営されている。また、ワローワ記念病院も大きな雇用先であり、152人が勤務している。
また、エンタープライズでは畜産業が盛んである。現在、乳牛24,000頭が牧場で飼育されており、夏には8,000頭がこの地域に追加される。また、羊も5,000頭ほどが飼育されている。
農業では、小麦畑が9,000エーカー、大麦畑が4,200エーカー、牧草地が29,000エーカー広がっている。
また、林業も盛んであり、ワローワ郡で2,500米ドルの材木を生産している。
2007年のワローワ郡の農業生産高は43,519,000ドルであった。
また、銅の鋳造が盛んであり、パークス・ブロンズ、TWブロンズという2つの鋳造業者がエンタープライズに立地している。

## 教育
- エンタープライズ高校

## 交通
- エンタープライズ市営空港

## 著名人
- デール・モーテンセン：ノーベル経済学賞受賞者[16]